# Elezioni comunali in Trentino-Alto Adige del 1995
Le elezioni comunali in Trentino-Alto Adige del 1995 si sono tenute il 4 giugno e il 26 novembre, con turni di ballottaggio il 18 giugno.

## Riepilogo sindaci eletti
Coalizione di centro-sinistra
     Coalizione di centro-destra
     Südtiroler Volkspartei
     Coalizione di centro
     Democrazia Cristiana
| Provincia | Comune            | Sindaco uscente | Sindaco uscente   | Sindaco eletto | Sindaco eletto            | Primo turno | Primo turno | Secondo turno | Secondo turno | Seggi   |
| Provincia | Comune            | Sindaco uscente | Sindaco uscente   | Sindaco eletto | Sindaco eletto            | Voti        | %           | Voti          | %             | Seggi   |
| --------- | ----------------- | --------------- | ----------------- | -------------- | ------------------------- | ----------- | ----------- | ------------- | ------------- | ------- |
| Trento    | Pergine Valsugana |                 | Luciano Fruet     |                | Renzo Anderle             |             | 42,25       |               | 61,56         | 19 / 30 |
| Trento    | Rovereto          |                 | Pietro Monti      |                | Giuseppe Chiocchetti      |             | 26,11       |               | 54,52         | 25 / 40 |
| Trento    | Trento            |                 | Lorenzo Dellai    |                | Lorenzo Dellai            | 34.559      | 51,71       | —             | —             | 31 / 50 |
| Bolzano   | Bolzano           |                 | Marcello Ferrari  |                | Giovanni Salghetti Drioli | 22.515      | 36,64       | 30.182        | 54,82         | 27 / 50 |
| Bolzano   | Bressanone        |                 | Klaus Seebacher   |                | Klaus Seebacher           |             |             | —             | —             |         |
| Bolzano   | Merano            |                 | Franz Anton Alber |                | Franz Anton Alber         |             | 33,16       |               | 52,21         |         |

Fonti:     